# Ricatto internazionale (Eric Ambler)
Ricatto internazionale (in inglese, The Intercom Conspiracy) è un romanzo di spionaggio dell'autore britannico Eric Ambler, edito nel 1969.
In italiano è stato tradotto per la prima volta da Maria Luisa Bocchino nel 1970.

## Trama
Due alti ufficiali militari provenienti da due paesi minori e non specificati del Nord Europa vengono inviati come ufficiali di collegamento al quartier generale della NATO. Entrambi hanno un passato illustre nella Resistenza anti-nazista durante la Seconda Guerra Mondiale e godono di grande stima nei rispettivi paesi, ma scoprono presto che all'interno della NATO sono dei perfetti sconosciuti e che gli americani non si prendono mai la briga di ascoltare ciò che hanno da dire. Sempre più frustrati e irritati, i due mettono a punto un piano per vendicarsi degli arroganti americani e, allo stesso tempo, ottenere una somma ragguardevole per la loro prossima pensione.
Alla morte del proprietario di un settimanale di estrema destra chiamato Intercom, acquistano la casa editrice che lo pubblica. Agendo tramite un intermediario fittizio, Arnold Bloch, iniziano a inviare al sorpreso direttore degli "articoli", costituiti da informazioni altamente riservate sui sistemi d'arma di USA, URSS, Gran Bretagna e NATO. Prima ancora che il quarto "articolo" venga pubblicato, l'avvocato della rivista viene contattato da un potenziale acquirente. I due capi dei servizi segreti avevano calcolato correttamente che i servizi di sicurezza delle nazioni menzionate negli "articoli" avrebbero pagato profumatamente per far chiudere la rivista. Con grande stupore dell'avvocato, l'acquirente si dichiara disposto a pagare 500.000 dollari. La vendita si conclude rapidamente, la rivista viene chiusa e tutti i suoi beni spariscono misteriosamente. I due capi dei servizi segreti si dividono il bottino e iniziano a pianificare una comoda pensione.
Il testo prende la forma di appunti per un libro sull'affare, commissionato da un editore allo storico diventato scrittore di thriller, Charles Latimer. Latimer è misteriosamente scomparso e al lettore non resta che leggere gli appunti delle sue interviste con varie persone e funzionari coinvolti nell'affare, i loro telegrammi e le loro lettere, nonché le sue "ricostruzioni narrative" immaginate delle scene più importanti.
La maggior parte degli eventi viene vista attraverso gli occhi del direttore di Intercom, Theodore Carter. Per anni Carter aveva lavorato per il fondatore e proprietario della rivista, un generale americano in pensione e fanatico della Guerra Fredda, traducendo in articoli più o meno coerenti le nuove teorie del complotto inventate dal generale e inviandole a una lista di contatti molto eterogenea. Quando Carter inizia a pubblicare gli articoli dei nuovi proprietari, si ritrova presto nei guai. Riceve telefonate misteriose, poi la visita intimidatoria di due sedicenti giornalisti, che ritiene appartenere alla CIA. Viene quindi rapito, portato in un appartamento e minacciato da agenti sconosciuti, per poi essere rilasciato. Tornato in ufficio per recuperare i documenti chiave, sorprende dei ladri e viene stordito con un qualche tipo di gas nervino. Quando riprende conoscenza, esce dall'ufficio solo per incontrare gli agenti della CIA che stanno salendo le scale. Li urta, si fionda in macchina e fugge nel panico, finendo per schiantarsi e finire in ospedale. Le autorità si rifiutano di credere alla sua versione dei fatti giusto il tempo necessario per completare la vendita della rivista e permettere ai due capi dei servizi segreti di intascare il denaro.
Nel capitolo finale, Carter, ormai guarito, si reca nella casa a Maiorca di Latimer, ormai scomparso, e scopre che uno dei due capi dei servizi segreti, il colonnello Jost, è diventato suo vicino di casa, vive in una splendida villa, guida una nuova auto sportiva ed è accompagnato da una giovane donna affascinante. Ricostruisce quanto deve essere accaduto: durante una serata tra chiacchiere e drink, Jost si è lasciato sfuggire un po' troppo, e Latimer, grazie alle sue doti di studioso e scrittore, ha iniziato a ricostruire la vera storia della cospirazione legata a Intercom. L'altro capo dei servizi, Brand, ancora in attività e afflitto da problemi di salute, decide di eliminare Latimer. Di lui non si avrà più notizia, se non per la cartella con appunti e testi che il lettore ha appena finito di leggere.

## Edizioni
- Eric Ambler, Ricatto internazionale, traduzione di Maria Luisa Bocchino, Milano, Collana Medusa n.534, Mondadori, 1970.
- Eric Ambler, Ricatto internazionale, Milano, Oscar Mondadori, 1973.
- Eric Ambler, Ricatto internazionale, Milano, I grandi bestsellers, Mondadori, 1986.

## Contesto
Il personaggio di Charles Latimer compare anche ne La maschera di Dimitrios.